# Стіни Челсі
«Стіни Челсі» (англ. Chelsea Walls) — американська драма 2001 року, знята режисером Ітаном Гоуком у його режисерському дебюті за сценарієм Ніколь Бердетт, заснована на її однойменній п'єсі 1990 року. У головних ролях знялися Кріс Крістофферсон, Ума Турман, Розаріо Доусон, Наташа Річардсон, Вінсент Д'Онофріо та Роберт Шон Леонард. Події розгортаються в історичному готелі Челсі на Мангеттені .
Прем'єра «Стін Чеслі» відбулася на Вудстокському кінофестивалі 2001 року та була випущена в кінотеатрах Сполучених Штатів 19 квітня 2002 року компанією Lionsgate Films.

## Сюжет
У фільмі розповідається п'ять історій митців, які проводять один день у знаменитому богемному готелі Нью-Йорка «Челсі», борючись зі своїм мистецтвом і особистим життям.

## Акторський склад
| Актор              | Роль          |
| ------------------ | ------------- |
| Кріс Крістофферсон | Буд           |
| Ума Турман         | Грейс         |
| Роберт Шон Леонард | Террі Олсен   |
| Вінсент Д'Онофріо  | Френк         |
| Наташа Річардсон   | Мері          |
| Розаріо Доусон     | Одрі          |
| Марк Веббер        | Вол           |
| Френк Вейлі        | Лінні Барнум  |
| Кевін Корріган     | «Милиця»      |
| Гільєрмо Діас      | «Малюк»       |
| Б'янка Гантер      | Лорна Дун     |
| Меттью Дель Негро  | коп-новачок   |
| Пас де ла Уерта    | дівчина       |
| Пол Файлла         | коп           |
| Двейн Маклафлін    | Волл          |
| Джиммі Скотт       | «Худі Кістки» |
| Джон Зейтц         | Дін           |
| Марк Стренд        | журналіст     |
| Гізер Воттс        | балерина      |
| Туздей Велд        | Грета         |
| Гарріс Юлін        | редактор Буда |
| Стів Зан           | редактор Буда |
| Ітан Гоук          | Сем           |